# Tadeusz Janik
Tadeusz Janik (ur. 27 stycznia 1922 w Czechowicach-Dziedzicach, zm. 27 grudnia 2022) – polski dziennikarz i działacz sportowy, kierownik redakcji sportowej Telewizji Polskiej w Katowicach (1957–1982), redaktor naczelny dziennika Sport (1982–1985).

## Życiorys
Walczył w kampanii wrześniowej, w latach 1940–1945 przebywał jako robotnik przymusowy w Kirchenlamitz. W młodości uprawiał m.in. piłkę nożną, piłkę ręczną, hokej na lodzie i narciarstwo. W 1945 należał jako student Wyższego Studium Nauk Społeczno-Akademickich w Katowicach do założycieli AZS Katowice, w latach 1951–1953 i 1955–1965 był prezesem tego klubu, w 1951 trenerem zespołu, który sięgnął po Puchar Polski. W 2007 został wiceprezesem Klubu Seniora AZS Katowice.  
W 1949 ukończył studia i rozpoczął pracę jako dziennikarz. W latach 1949–1956 był komentatorem i następnie kierownikiem Redakcji Społecznej Rozgłośni Polskiego Radia w Katowicach, w latach 1957–1982 był kierownikiem redakcji sportowej i komentatorem ośrodka Telewizji Polskiej w Katowicach, od lutego 1982 do sierpnia 1985 redaktorem naczelnym dziennika Sport, w latach 1986–1991 ponownie komentatorem w katowickim ośrodku TVP. Był inicjatorem budowy Ośrodka Sportu i Rekreacji w Katowicach-Koszutce. 
W latach 1957–1964 był prezesem OSP w Dziedzicach.
Został odznaczony Srebrnym (1955) i Złotym (1969) Krzyżem Zasługi, Krzyżem Kawalerskim (1977) i Krzyżem Oficerskim Orderu Odrodzenia Polski. W  1979 został członkiem honorowym AZS-AWF Katowice, w 1980 prezesem honorowym RKS Czechowice-Dziedzice, w 2012 otrzymał godność członka honorowego Akademickiego Związku Sportowego.